# Cololejeunea johannis-winkleri
Cololejeunea johannis-winkleri là một loài Rêu trong họ Lejeuneaceae. Loài này được (Herzog) R.L. Zhu mô tả khoa học đầu tiên năm 2004.